# Marko Kolar
Marko Kolar (ur. 31 maja 1995 w Zaboku) – chorwacki piłkarz występujący na pozycji napastnika w HNK Gorica .

## Kariera klubowa
Grę w piłkę nożną rozpoczął w wieku 8 lat w klubie NK Mladost Zabok z rodzinnego miasta Zabok w północnej Chorwacji. Następnie trenował w NK Tondach Bedekovčina, gdzie występował w 1. HNL w kategorii młodszych pionierów. Wiosną 2008 roku przeniósł się do akademii piłkarskiej Dinama Zagrzeb. Od momentu pojawienia się w klubie w każdym kolejnym sezonie uzyskiwał na szczeblach 1. HNL Juniori tytuły najskuteczniejszego strzelca lub najlepszego gracza rozgrywek oraz zwycięstwa w młodzieżowych mistrzostwach Chorwacji i turniejach międzynarodowych. W sezonie 2011/12 wywalczył tytuł króla strzelców rozgrywek kadetów (U-17), zdobywając 38 bramek w 29 występach. We wrześniu 2012 roku podpisał z Dinamo profesjonalny, siedmioletni kontrakt.
Latem 2013 roku Kolar rozpoczął występy w farmerskim klubie Dinama NK Sesvete (2. HNL). W sezonie 2013/14 zaliczył on tam 20 spotkań, w których zdobył 8 goli, zostając najlepszym strzelcem zespołu. W połowie 2014 roku, ze względu na niewielkie szanse na występy w podstawowym składzie Dinama, zarząd klubu wypożyczył go na rok do NK Lokomotiva Zagrzeb, który nieoficjalnie pełnił funkcję zespołu farmerskiego. 19 lipca 2014 zadebiutował w 1. HNL w wygranym 4:1 wyjazdowym meczu przeciwko NK Osijek, stając się od tego momentu podstawowym zawodnikiem. Latem 2015 roku został graczem Lokomotivy na zasadzie transferu definitywnego. Wkrótce po tym wystąpił po raz pierwszy w europejskich pucharach, kiedy to rozegrał 4 spotkania w kwalifikacjach Ligi Europy 2015/16, w których strzelił 2 gole. We wrześniu 2015 roku doznał złamania kości śródstopia, co w konsekwencji wiązało się z półroczną rehabilitacją. Przed sezonem 2016/17 Kolar został wypożyczony do NK Inter Zaprešić, gdzie przez rok w 29 występach zdobył 5 bramek.
We wrześniu 2017 roku jako wolny agent podpisał dwuletni kontrakt z Wisłą Kraków, prowadzoną przez Kiko Ramíreza. 4 listopada 2017 zadebiutował w Ekstraklasie w wygranym 3:0 meczu z Sandecją Nowy Sącz, wchodząc na boisko w 90. minucie za Carlitosa. W połowie tego samego miesiąca doznał kontuzji stawu kolanowego, która wyłączyła go z gry do końca roku. 19 września 2018 w wyjazdowym meczu z Lechem Poznań (5:2) zdobył pierwszego gola w polskiej lidze.

## Kariera reprezentacyjna
W latach 2009–2016 występował w juniorskich i młodzieżowych reprezentacjach Chorwacji w kategoriach od U-14 do U-21.